# 2014년 동계 올림픽 스피드스케이팅 남자 10000m
2014년 동계 올림픽의 스피드스케이팅 남자 10000m는 아들레르 아레나에서 2014년 2월 18일에 열렸다.
네덜란드의 요리트 베르그스마가 올림픽 신기록을 세우면서 금메달을, 스벤 크라머르가 은메달, 브프 더 용이 동메달을 차지하면서 네덜란드가 모든 메달을 차지하게 되었다.

## 기록
경기가 열리기 전의 세계 기록과 올림픽 기록은 다음과 같다.
| 유형 | 선수                | 시간     | 장소                 | 날짜            |
| ---- | ------------------- | -------- | -------------------- | --------------- |
|      | 스벤 크라머르 (NED) | 12:41.69 | 미국 솔트레이크 시티 | 2007년 3월 10일 |
|      | 이승훈 (KOR)        | 12:58.55 | 캐나다 밴쿠버        | 2010년 2월 23일 |

트랙 최고 기록은 2013년 세계 종목별 스피드 스케이팅 선수권 대회에서 요리트 베르흐스마가 세운 12:57.69초였다.
경기 결과 새로운 올림픽 기록이 세워졌다.
| 날짜     | 라운드 | 선수              | 국가     | 시간     | OR | WR |
| -------- | ------ | ----------------- | -------- | -------- | -- | -- |
| 2월 18일 | 6조    | 요리트 베르흐스마 | 네덜란드 | 12:44:45 |    |    |

## 결과
노르웨이의 호바르 뵈코, 러시아의 이반 스코브레프, 프랑스의 알렉시스 콩탱은 며칠 뒤에 있을 팀 추월에 집중하기 위해 출전하지 않았다.
경기는 17:00에 시작하였다.
| 순위 | 조 | 레인 | 이름                      | 국가       | 시간     | 차이     | 비고 |
| ---- | -- | ---- | ------------------------- | ---------- | -------- | -------- | ---- |
| 1    | 6  | O    | 요리트 베르그스마         | 네덜란드   | 12:44.45 | —        | TR   |
| 2    | 7  | O    | 스벤 크라머르             | 네덜란드   | 12:49.02 | +4.57    |      |
| 3    | 5  | I    | 보프 더 용                | 네덜란드   | 13:07.19 | +22.74   |      |
| 4    | 7  | I    | 이승훈                    | 대한민국   | 13:11.68 | +27.23   |      |
| 5    | 6  | I    | 바르트 스윙스             | 벨기에     | 13:13.99 | +29.54   |      |
| 6    | 4  | O    | 파트릭 베커트             | 독일       | 13:14.26 | +29.81   |      |
| 7    | 2  | O    | 셰인 도빈                 | 뉴질랜드   | 13:16.42 | +31.97   |      |
| 8    | 2  | I    | 모리츠 가이스라이터       | 독일       | 13:20.26 | +35.81   |      |
| 9    | 3  | I    | 예브게니 세랴예프         | 러시아     | 13:28.61 | +44.16   |      |
| 10   | 3  | O    | 에머리 레만               | 미국       | 13:28.67 | +44.22   |      |
| 11   | 1  | O    | 패트릭 미크               | 미국       | 13:28.72 | +44.27   |      |
| 12   | 4  | I    | 드미트리 바벤코           | 카자흐스탄 | 13:33.18 | +48.73   |      |
| 13   | 5  | O    | 알렉세이 바움가르트너     | 독일       | 13:44.39 | +59.94   |      |
| 14   | 1  | I    | 세바스티안 드루슈키에비츠 | 폴란드     | 13:45.31 | +1:00.86 |      |

- i : 안쪽 레인(인 코스)에서 출발.
- o : 바깥쪽 레인(아웃 코스)에서 출발.

## 범례
|  | 세계 신기록                  |  |                   | 아프리카 신기록 |                      | Q | 예선 통과 |
|  | 올림픽 신기록                |  | 북아메리카 신기록 | DNS             | 경기를 시작하지 않음 |   |           |
|  |                              |  | 아시아 신기록     | DNF             | 경기를 마치지 않음   |   |           |
|  | 국가 신기록                  |  | 유럽 신기록       | DSQ             | 실격                 |   |           |
|  | 개인 최고 기록 (개인 신기록) |  | 오세아니아 신기록 | WD              | 기권                 |   |           |
|  | 시즌 최고 기록 (시즌 신기록) |  | 남아메리카 신기록 | NM              | 기록 없음            |   |           |